# Palazzo Rangoni Farnese

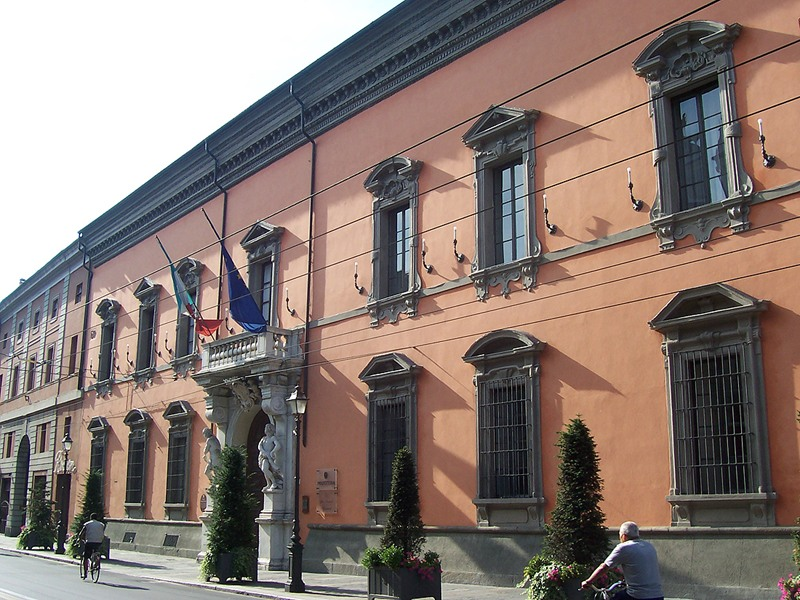
Palazzo Rangoni Farnese in Parma

Der Palazzo Rangoni Farnese ist ein Barockpalast im historischen Zentrum von Parma in der italienischen Region Emilia-Romagna. Er liegt in der Strada della Repubblica 39 und beherbergt die Präfektur der Provinz Parma.

## Geschichte
Der ursprüngliche Palast, dessen genauer Bauzeitraum nicht bekannt ist, bestand aus vier Baukörpern mit quadratischem Grundriss, die um einen zentralen Innenhof herum angeordnet waren. Im 16. Jahrhundert gehörte das Gebäude Bartolomeo Cantelli, der es 1572 an den Grafen Giulio Rangoni, den Herrn von Roccabianca, verkaufte.
Im 17. Jahrhundert ließen die Rangonis den Palast unter der Leitung von Giovan Battista Barberini und Ferdinando Galli da Bibiena vollständig umbauen. Die Fassade wurde dagegen vermutlich um 1610 errichtet.
Wie das heute noch vorhandene Wappen auf dem großartigen Eingangsportal bezeugt, bewohnten ab 1690 die Adligen aus dem Haus Farnese einen Teil des Palastes, der allerdings in Besitz der Familie Rangoni blieb. Der in Parma ansässige Familienzweig schrumpfte jedoch Anfang des 18. Jahrhunderts, bis das Haus 1762 mit dem Tod des Markgrafen Ludwig IV. gänzlich ausstarb. Das beträchtliche Erbe, das aus dem Palast und zahlreichen Besitzungen in Roccabianca bestand, wurde von der herzoglichen Liegenschaftsverwaltung sequestriert. Der Familienzweig der Rangonis in Modena versuchte, sich in den Besitz der reichen Anwesen der Familie zu bringen, indem er Ansprüche auf das Erbe anmeldete, was aber vergebens war, da das „Decreto de proibitiva alientatione in Forensens“ (dt.: Dekret des Verbotes des öffentlichen Verkaufs) die Konfiszierung alle Güter in dem Falle feststellte, in dem sie von einem Ausländer geerbt würden. 1763 zog die herzogliche Liegenschaftsverwaltung das gesamte Erbe ein und ließ 1767 den Palast restaurieren, der Sitz der Finanzaufsichtsbehörden und der Lottogesellschaft wurde.
Von da an wechselte die Nutzung des Gebäudes häufig: Anfang des 19. Jahrhunderts wurde es Sitz der Generaldirektion des Rechnungswesens der Wirtschaftsdirektion und erhielt daher den Namens „Palazzo della Finanza“. Nach der Einigung Italiens wurde es teilweise zu einer Finanzkaserne und als Lager für Salz, Tabak und Streichhölzer umgebaut. Später wurde es zum Sitz des Eichamtes und zum Teil auch des Staatsarchivs. In der Zeit des Faschismus wurde der Palast bedeutenden Restaurierungsarbeiten unterzogen und wurde, auch wenn die Fassaden und ein Teil der Innenräume unverändert blieb, zum Innenhof vollständig umgebaut, wobei auch der Garten verlorenging, der ursprünglich durch Statuen und einen wunderschönen Brunnen bereichert wurde. Er wurde zum Casa del Fascio (dt.: Örtlicher Sitz der faschistischen Partei). und ab 8. Dezember 1943 zum Sitz der Guardia Nazionale Repubblicana (GNR).
Nach dem Zweiten Weltkrieg wurde in dem Palast die Präfektur untergebracht, die bis dahin im nun kriegszerstörten, herzoglichen Palast residierte. 1947 begrüßte man dort den Präsidenten der Republik Italien, Enrico De Nicola anlässlich der Verleihung der Medaglia d’oro al valor militare (dt.: militärische Goldmedaille) an die Stadt Parma.

## Beschreibung

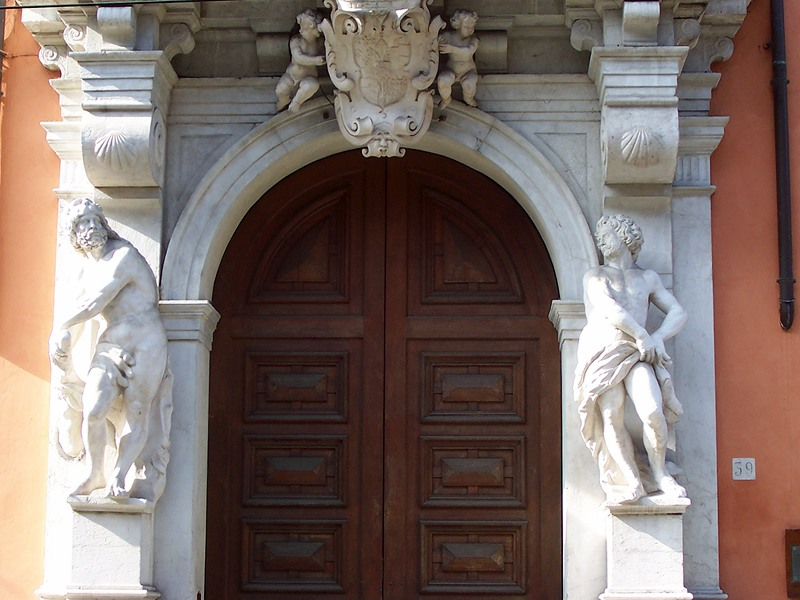
Eingangsportal

Der Palast hat einen Grundriss in Hufeisenform um einen kahlen Hof herum, ein Ergebnis des Umbaus im 20. Jahrhundert.
Die elegante, verputzte Fassade erhebt sich über einem hohen Steinsockel, über dem die breiten gerahmten und mit Tympana versehenen Fenster des Erdgeschosses angebracht sind, deren Anordnung sich in gleicher Weise im ersten Obergeschoss wiederholt. Ein hohes, verziertes Gesims schließt die Fassade nach oben ab. Das wertvollste Element ist das imposante Marmorportal, flankiert von zwei falschen Atlanten, über denen die Konsolen angebracht sind, die den Balkon stützen. Knapp unter diesem ist auch heute noch das alte Wappen der Farneses angebracht.
Die Innenräume, eher kahl, aber nichtsdestoweniger wertvoll, sind das Ergebnis der zwischen dem 18. und dem 20. Jahrhundert durchgeführten, wesentlichen Veränderungen, die den Palast den Bedürfnissen der immer neuen Nutzungen anpassen sollten. Jedoch sind der Empfangssalon und die Treppe im Original erhalten. Von besonderem Wert ist die barocke Treppe, die Barberini zugeschrieben wird: Reich an Stuck an Wänden und Decke ist sie von ovalen Nischen flankiert, in denen alte Büsten im Wechsel mit blumengeschmückten Amphoren stehen, die in hohen Nischen mit Statuen auf der Ebene der Treppenabsätze kulminieren. Ein ebensolcher Reichtum an Stuck, Nischen und Statuen findet man auch im Empfangssalon und an den Supraportenrahmen in Zusammenhang mit den Treppenabsätzen.